# Отминовский сельсовет
Отминовский сельсовет — упразднённая единица на территории Новогрудского района Гродненской области Белоруссии.

## Состав
Отминовский сельсовет включал 9 населённых пунктов:
- Бердовка — деревня.
- Генюши — деревня.
- Гнилица — деревня.
- Детомля — деревня.
- Лавские — деревня.
- Лещенка — деревня.
- Молочки — деревня.
- Ольховка — деревня.
- Отминово — агрогородок.

## Производственная сфера
СПК «Петревичи».

## Социальная сфера
Учреждения образования: ГУО « Отминовский УПК детский сад-средняя общеобразовательная школа»
Здравоохранение:
Учреждения здравоохранения: ФАП в аг. Отминово.
Культура: Отминовский сельский Дом культуры. Отминовская сельская библиотека.
Воинские захоронения:

## Памятные места
На территории сельсовета находятся памятник погибшим воинам-односельчанам и могила семьи Лаптевых (аг. Отминово).